# Ахциоглу, Эфи
Эвтихия (Эфи) Ахциоглу (греч. Ευτυχία (Έφη) Θ. Αχτσιόγλου; род. 4 января 1985, Яница) — греческий политический и государственный деятель. Член партии «СИРИЗА — Прогрессивный альянс». Депутат парламента Греции с 2019 года. В прошлом — министр труда, социального страхования и социального обеспечения Греции (2016—2019).

## Биография
Родилась 4 января 1985 года в Янице.
Окончила юридический факультет Университета Аристотеля в Салониках, получила степень бакалавра с отличием, а в 2009 году — степень магистра с отличием со специализацией в области международного публичного права и политических наук. В 2014 году защитила докторскую диссертацию по трудовому праву под руководством профессора Аристидиса Казакоса (Αριστείδης Καζάκος).
В 2009—2013 годах работала на юридическом факультете Университета Аристотеля в Салониках. Также работала адвокатом, исследователем в некоммерческой организации Centre of International and European Economic Law (Κέντρο Διεθνούς και Ευρωπαϊκού Οικονομικού Δικαίου; сокр. CIEEL / ΚΔΕΟΔ) в Салониках, затем — политическим советником депутата Европейского парламента от партии СИРИЗА.

## Политическая карьера
Является членом центрального комитета СИРИЗА.
5 ноября 2016 года получила портфель министра труда и социальной защиты. Стала самым молодым (31 год) министром во втором кабинете Ципраса.
По результатам парламентских выборов 7 июля 2019 года избрана депутатом, переизбрана на досрочных парламентских выборах 21 мая 2023 года и повторных выборах 25 июня. После отставки Алексиса Ципраса с поста лидера «СИРИЗА — Прогрессивный альянс» выдвинула свою кандидатуру на это место. Прошла во второй тур. Во втором туре внутрипартийных выборов 24 сентября Стефанос Касселакис избран новым председателем.